# Adrián Sipos
Adrián Sipos (* 8. März 1990 in Szombathely) ist ein ungarischer Handballspieler. Der 1,98 m große Kreisläufer spielt seit 2023 für den deutschen Bundesligisten MT Melsungen und steht zudem im Aufgebot der ungarischen Nationalmannschaft.

## Karriere

### Verein
Adrián Sipos spielte in der Jugend für Szombathelyi Tanárképző SE und MKB Veszprém. In der Saison 2009/10 stand er auch im erweiterten Kader der Männermannschaft Veszpréms. Anschließend wechselte er nach Rumänien, wo er für die Erstligisten CSM Bacău und HC Odorheiu Secuiesc auflief. Mit Bacău erreichte er das Halbfinale im EHF Challenge Cup 2010/11. Mit Secuiesc gewann er diesen Wettbewerb in der Saison 2015/16. Im Sommer 2016 kehrte Sipos nach Ungarn zurück und spielte für den Erstligisten Grundfos Tatabánya KC, mit dem er im EHF-Pokal und der EHF European League antrat.
Ab der Saison 2021/22 stand der abwehrstarke Kreisläufer beim ungarischen Spitzenklub Telekom Veszprém unter Vertrag. Mit Veszprém wurde er in der Spielzeit 2021/22 ungarischer Pokalsieger, Meisterschaftszweiter hinter Pick Szeged, Sieger der SEHA-Liga und Vierter in der EHF Champions League. 2023 verteidigte er mit Veszprém den nationalen Pokal und gewann erstmals die Meisterschaft. Zur Saison 2023/24 wechselte er zur MT Melsungen.

### Nationalmannschaft
Mit der ungarischen Nationalmannschaft nahm Sipos an den Europameisterschaften 2020 (9. Platz) und 2022 (15. Platz), an den Weltmeisterschaften 2019 (10. Platz), 2021 (5. Platz) und 2023 (8. Platz) sowie an den Olympischen Spielen 2024 (10. Platz) teil. Bei der Weltmeisterschaft 2025 warf er fünf Tore in sechs Spielen und belegte mit dem Team den 8. Platz.
Bisher bestritt er 100 Länderspiele, in denen er 47 Tore erzielte.